# Lydekkerinidae
I lydekkerinidi (Lydekkerinidae) sono una famiglia di anfibi estinti, appartenenti ai temnospondili. Vissero esclusivamente nel Triassico inferiore (250-245 milioni di anni fa), ma i loro resti sono stati rinvenuti in varie parti del mondo: Sudafrica, Antartide, Groenlandia, India, Russia, Australia e Tasmania.

## Descrizione
Il corpo di questi animali era piuttosto allungato e robusto, con zampe corte poste ai lati del corpo. Come per molti temnospondili, il cranio era allungato e appiattito, simile a quello dei coccodrilli; rispetto ai loro antenati del Permiano, i lydekkerinidi possedevano caratteristiche più evolute. Lo sviluppo di questa famiglia ha avuto luogo all'inizio del Triassico inferiore; le prime forme erano piuttosto simili agli esemplari giovanili dei rinesuchidi. Tra i generi più noti di lydekkerinidi, da ricordare Eolydekkerina e Lydekkerina del Sudafrica, Cryobatrachus dell'Antartide e Chomatobatrachus dell'Australia. Le forme più piccole, con caratteristiche giovanili anche allo stadio adulto (pedomorfosi) provengono da zone dove predominavano animali terrestri, mentre le specie più grandi provengono da terreni in cui sono stati rinvenuti resti di anfibi.